# Мариді (аеропорт)
Аеропо́рт «Мариді» — аеропорт у місті Мариді, Південний Судан.

## Розташування
Аеропорт розташований у місті Мариді, яке є центром округу Східний Мариді, штат Західна Екваторія, Південний Судан. Поряд знаходиться державний кордон з Демократичною республікою Конго. Аеропорт знаходиться у пвіденно-західній частині міста. До центрального аеропорту країни Джуба 236 км.

## Опис
Аеропорт знаходиться на висоті 700 метрів (2 300 футів) над рівнем моря, і має одну ґрунтову злітно-посадочну смугу, довжина якої невідома.
У 1993 році частину злітно-посадкової смуги розмило паводком. Було проведене ущільнення ґрунту, але повністю ЗПС не була відновлена.